# Kidō Butai
La Kidō Butai era la flota aérea de la Armada Imperial Japonesa en la Segunda Guerra Mundial. La flota se creó el 10 de abril de 1941 y estaba al mando del vicealmirante Nagumo.

## Historia
La Kidō Butai (機動部隊 fuerza/unidad móvil) fue la Flota Combinada (聯合艦隊 Rengō Kantai) como designación táctica para un grupo de portaaviones. Constaba de los seis mayores portaaviones de Japón, formando la 1.ª Flota Aérea (第一航空艦隊 Dai-ichi Kōkū Kantai). Por aquel entonces era el grupo de batalla naval más grande del mundo.
Al comienzo de la guerra del Pacífico la flota estaba compuesta por seis portaaviones -Akagi, Kaga, Sōryū, Hiryū, Shōkaku y Zuikaku- y dos portaaviones ligeros -Ryūjō y Zuihō-.

### Ataque a Pearl Harbor
Fue la encargada de preparar y ejecutar el ataque a Pearl Harbor de 1941, bajo las órdenes de Chūichi Nagumo. En él, la flota estaba compuesta por seis portaaviones, 414 aviones, dos acorazados, tres cruceros, nueve destructores, ocho petroleros y 27 submarinos (cuatro de ellos de menor tamaño).
En el ataque, los japoneses lograron causarle un gran daño material y moral a los Estados Unidos.

### Bombardeo de Darwin
El 19 de febrero de 1942, los bombarderos de la flota japonesa bombardean Darwin, siendo éste el mayor ataque sufrido por Australia en toda su historia. En ese día, 242 aviones, en dos oleadas, atacaron la ciudad, los buques anclados en el puerto y los dos aeródromos de la ciudad en un intento de impedir a los aliados usar las bases para su invasión de Timor y Java. 
Los japoneses infligieron cuantiosas pérdidas a las fuerzas aliadas a bajo costo para sí mismas.

### Incursión del Océano Índico
Entre el 31 de marzo y el 10 de abril de 1942, los japoneses realizaron una ofensiva naval contra las fuerzas navales aliadas en el océano Índico. El objetivo era el de diezmar a la Royal Navy que poseía una más que notable fuerza naval. También se llevaron a cabo ataques contra la isla de Ceilán (actual Sri Lanka).
Dicha incursión le ocasionó grandes pérdidas a los británicos. Perdieron el portaaviones Hermes, los cruceros pesados Dorsetshire y Cornwall, los destructores Vampire y Tenedos, además de 23 buques mercantes por la pérdida de 20 aviones.

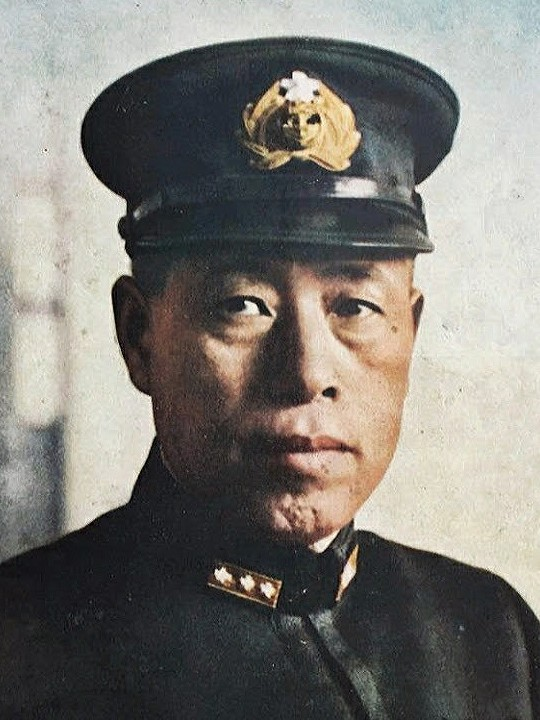
Isoroku Yamamoto; almirante y Comandante en Jefe de la Flota Combinada en 1942.

### Batalla del Mar del Coral
La denominada Operación Mo tenía como objetivo principal el desembarco de tropas para la invasión de Port Moresby, bajo las órdenes del vicealmirante Shigeyoshi Inoue. En esta ocasión los japoneses no lograron llevar a cabo su objetivo, en la cual perdieron al portaaviones ligero Shōhō, y tanto el Shōkaku como el Zuikaku resultaron dañados (uno por averías y el otro por pérdidas humanas y de aparatos).
Esta batalla fue una victoria táctica pero no total para el Japón, pues habían hundido al Lexington y creyeron que habían hundido al otro portaaviones americano; el Yorktown.

### Batalla de Midway
El almirante Isoroku Yamamoto planeó atraer y destruir los portaaviones estadounidenses, lanzando un ataque sobre Midway en 1942. Los japoneses no fueron conscientes de que habían descifrado su código naval, y, cuando llegaron al atolón, los americanos ya estaban en la zona cuando estos atacaron.
Debido a las malas decisiones tomadas por el vicealmirante Nagumo, los bombarderos estadounidenses pudieron destruir tres portaaviones japoneses (Akagi, Kaga y Sōryū). Los americanos sorprendieron a los japoneses cuando estos se disponían a lanzar un nuevo ataque. El Hiryū logró sobrevivir al ataque y el contraalmirante Tamon Yamaguchi ordenó lanzar un ataque contra el Yorktown, dejándolo maltrecho pero todavía a flote (más tarde hundido por un submarino). Nuevamente, los americanos volvieron a lanzar un nuevo ataque y finalmente el Hiryū se hundió.
Esta batalla le costó un gran número de recursos y marineros experimentados al Japón, y sería un «punto de inflexión» para la contienda del Pacífico.

## Historial
| Fecha                   | Unidad                       | Unidades                                                            |
| ----------------------- | ---------------------------- | ------------------------------------------------------------------- |
| 10 de abril de 1941     | 1.ª División de Portaaviones | Akagi, Kaga                                                         |
| 10 de abril de 1941     | 1.ª División de Portaaviones | 34.ª División de Destructores: Hakaze, Tachikaze, Akikaze           |
| 10 de abril de 1941     | 2.ª División de Portaaviones | Sōryū, Hiryū                                                        |
| 10 de abril de 1941     | 2.ª División de Portaaviones | 23.ª División de Destructores: Kikuzuki, Uzuki, Yūzuki              |
| 10 de abril de 1941     | 4.ª División de Portaaviones | Ryūjō                                                               |
| 10 de abril de 1941     | 4.ª División de Portaaviones | 3.ª División de Destructores: Shiokaze, Hokaze                      |
| 10 de diciembre de 1941 | 1.ª División de Portaaviones | Akagi, Kaga                                                         |
| 10 de diciembre de 1941 | 1.ª División de Portaaviones | 7.ª División de Destructores: Akebono, Ushio                        |
| 10 de diciembre de 1941 | 2.ª División de Portaaviones | Sōryū, Hiryū                                                        |
| 10 de diciembre de 1941 | 2.ª División de Portaaviones | 23.ª División de Destructores: Kikuzuki, Uzuki                      |
| 10 de diciembre de 1941 | 4.ª División de Portaaviones | Ryūjō, Kasuga Maru                                                  |
| 10 de diciembre de 1941 | 4.ª División de Portaaviones | 3.ª División de Destructores: Shiokaze, Hokaze                      |
| 10 de diciembre de 1941 | 5.ª División de Portaaviones | Shōkaku, Zuikaku, Oboro, Akigumo                                    |
| 10 de abril de 1942     | 1.ª División de Portaaviones | Akagi, Kaga                                                         |
| 10 de abril de 1942     | 2.ª División de Portaaviones | Sōryū, Hiryū                                                        |
| 10 de abril de 1942     | 4.ª División de Portaaviones | Ryūjō, Shōhō                                                        |
| 10 de abril de 1942     | 5.ª División de Portaaviones | Shōkaku, Zuikaku                                                    |
| 10 de abril de 1942     | 10.º Escuadrón               | Nagara                                                              |
| 10 de abril de 1942     | 10.º Escuadrón               | 4.ª División de Destructores: Nowaki, Arashi, Hagikaze, Maikaze     |
| 10 de abril de 1942     | 10.º Escuadrón               | 10.ª División de Destructores: Kazagumo, Makigumo, Yūgumo, Akigumo  |
| 10 de abril de 1942     | 10.º Escuadrón               | 17.ª División de Destructores: Urakaze, Isokaze, Tanikaze, Hamakaze |
| 14 de julio de 1942     | Disuelta.                    | Disuelta.                                                           |

## Comandantes de la flota
Comandante en Jefe
| N.º | Nombre         | Imagen | Rango         | Fecha               | Fecha               |
| N.º | Nombre         | Imagen | Rango         | Comienzo            | Final               |
| --- | -------------- | ------ | ------------- | ------------------- | ------------------- |
| 1   | Chūichi Nagumo |        | Vicealmirante | 10 de abril de 1941 | 14 de julio de 1942 |

Jefe de Estado Mayor
| N.º | Nombre           | Imagen | Rango           | Fecha               | Fecha               |
| N.º | Nombre           | Imagen | Rango           | Comienzo            | Final               |
| --- | ---------------- | ------ | --------------- | ------------------- | ------------------- |
| 1   | Ryūnosuke Kusaka |        | Contraalmirante | 10 de abril de 1941 | 14 de julio de 1942 |

## Galería

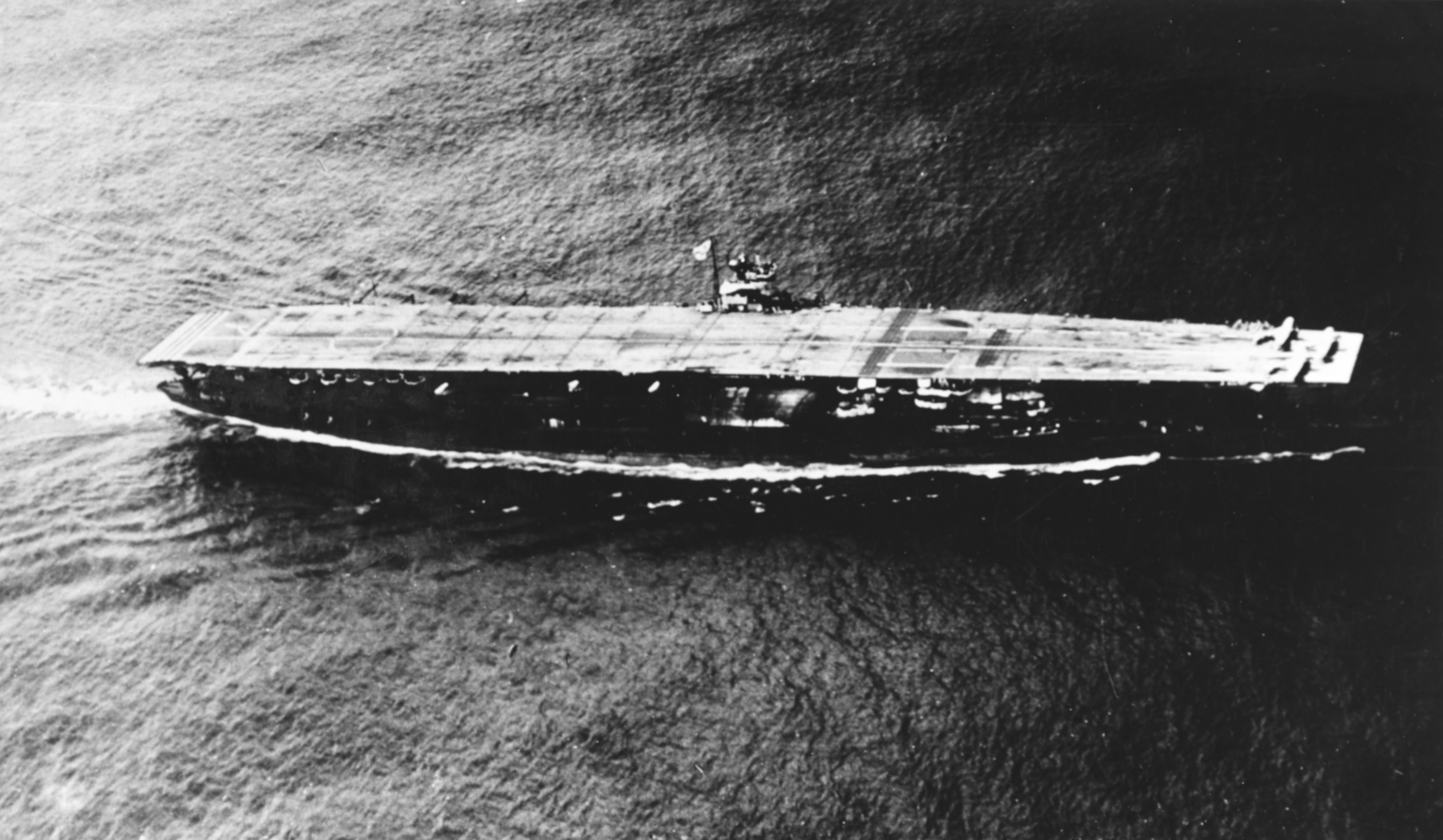
Akagi
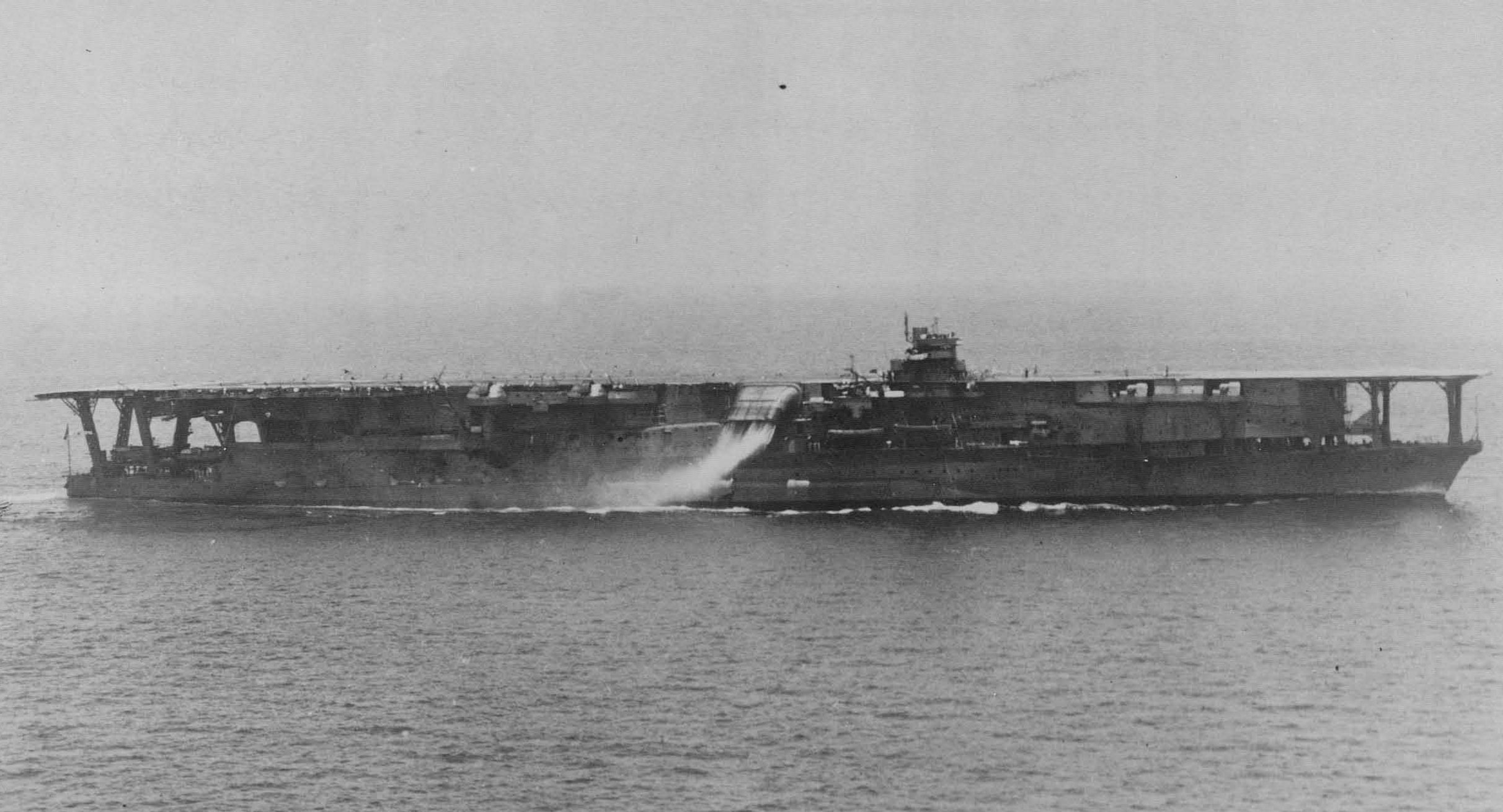
Kaga
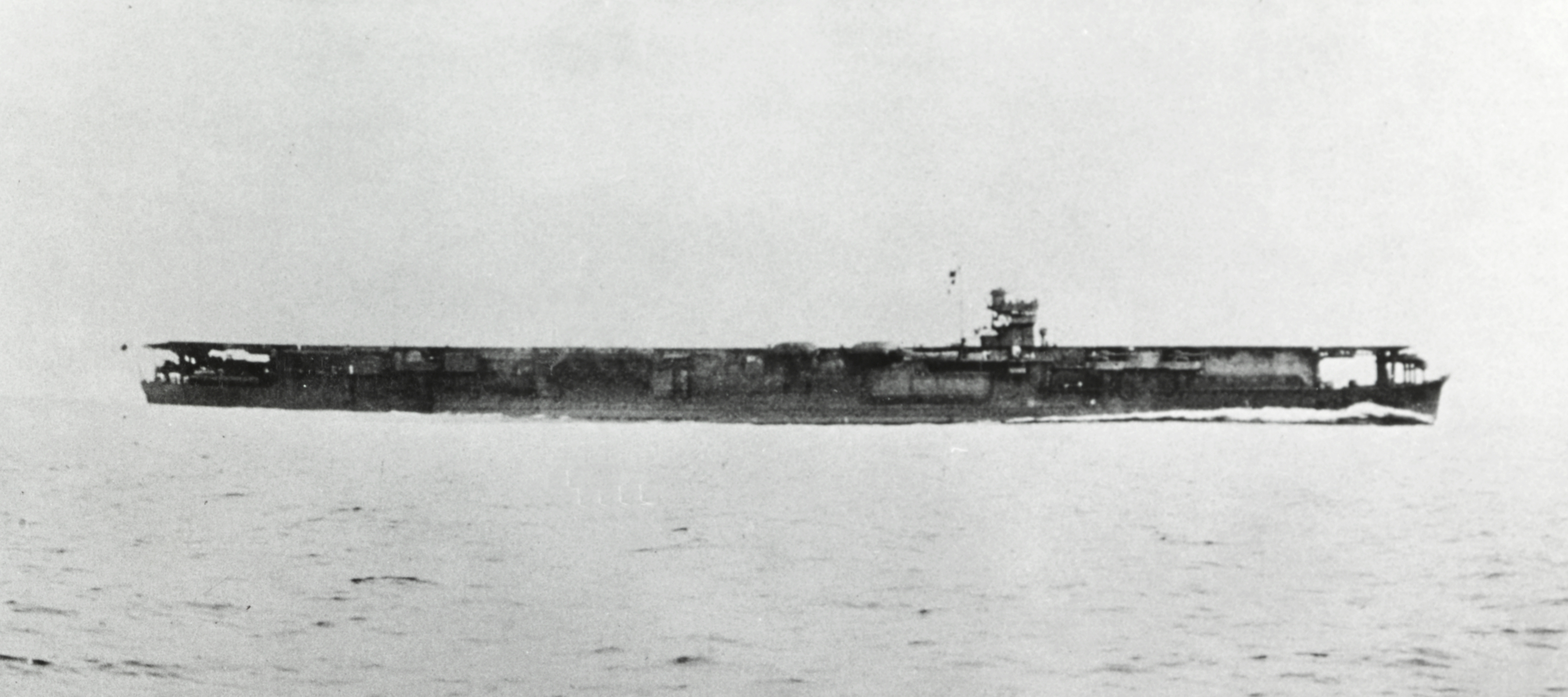
Sōryū
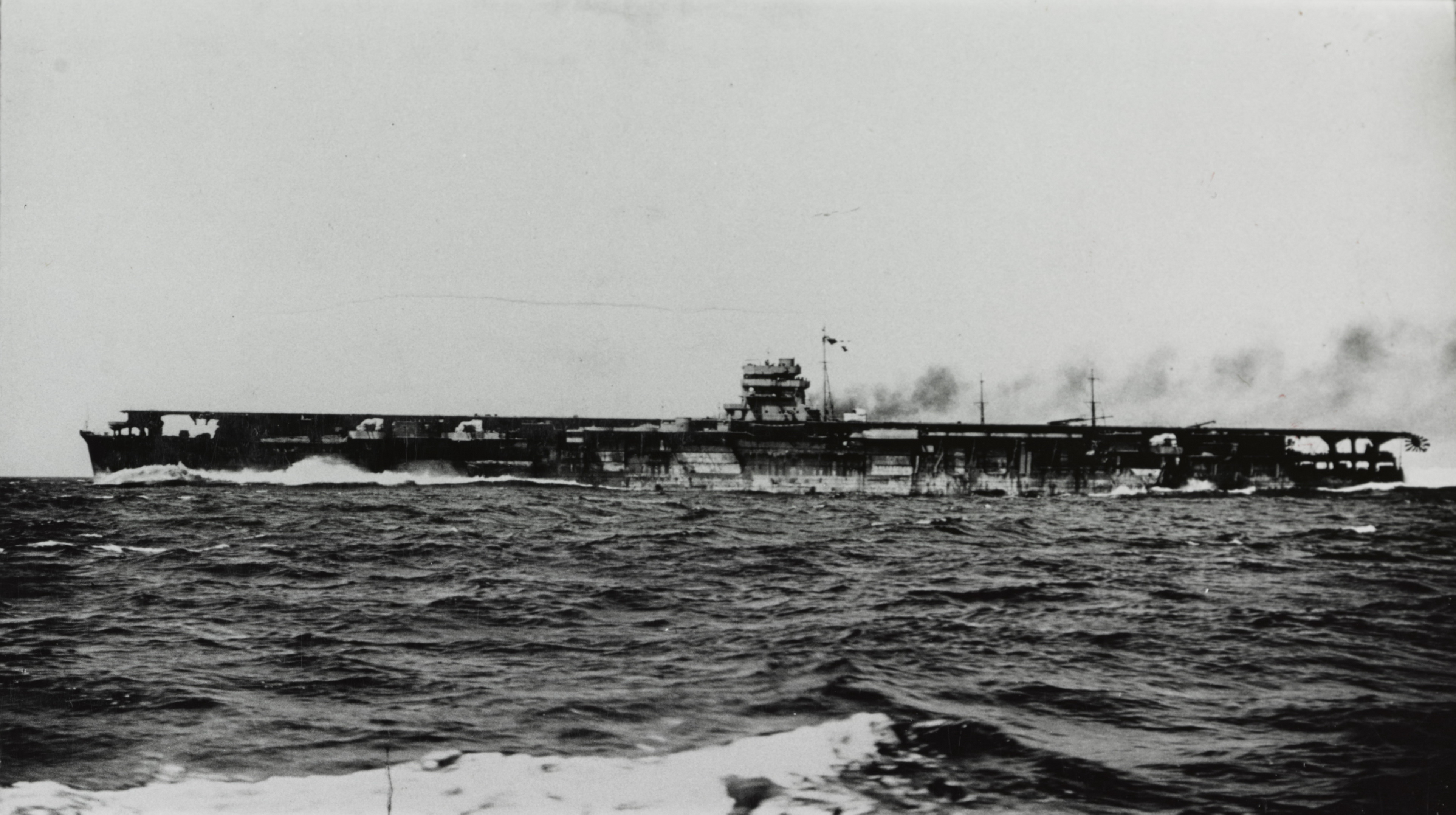
Hiryū
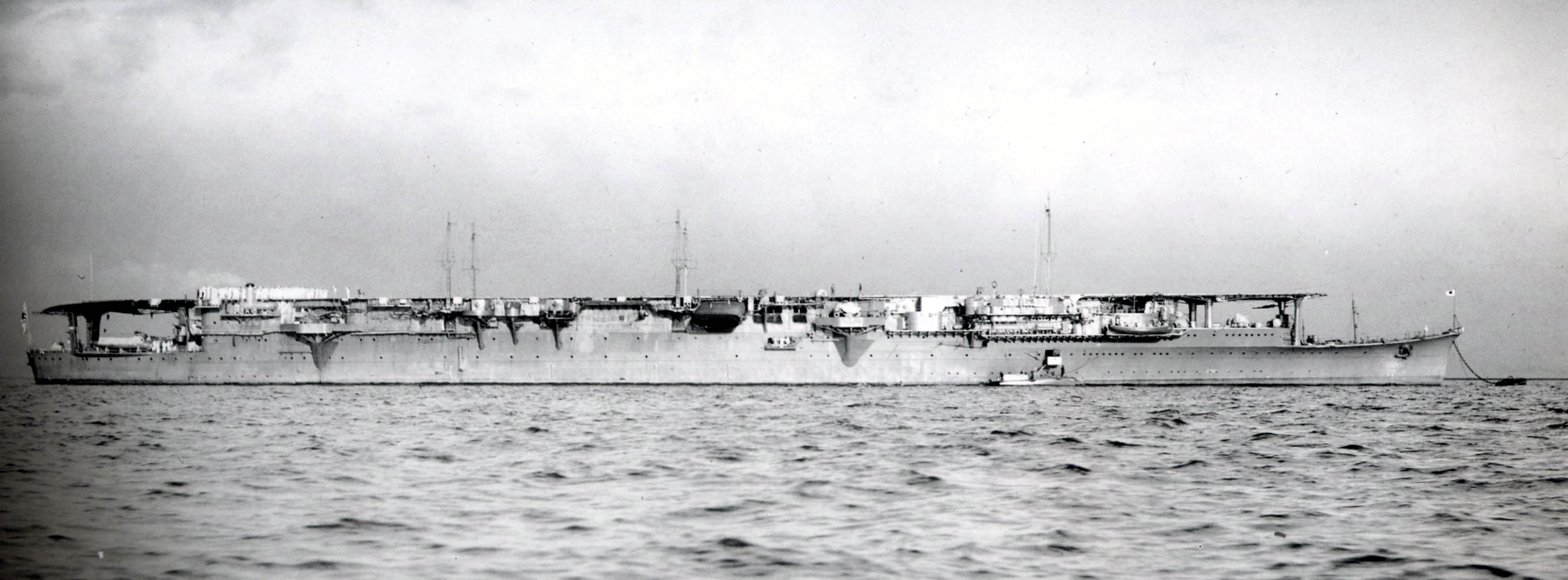
Zuihō

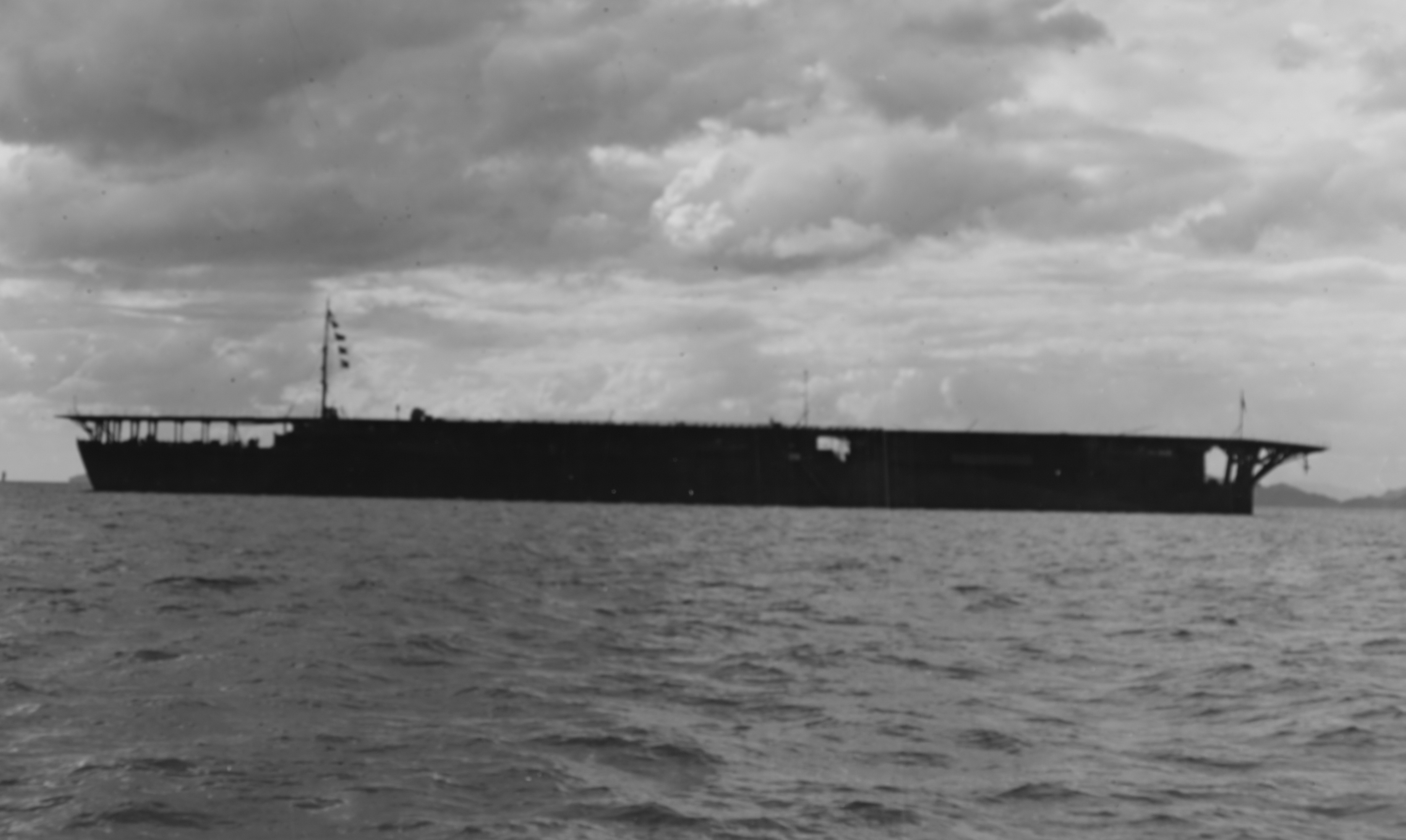
Hōshō
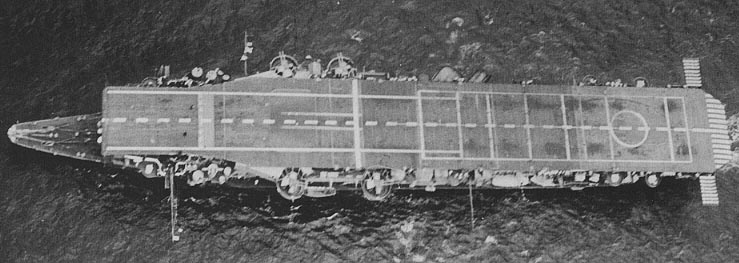
Ryūjō
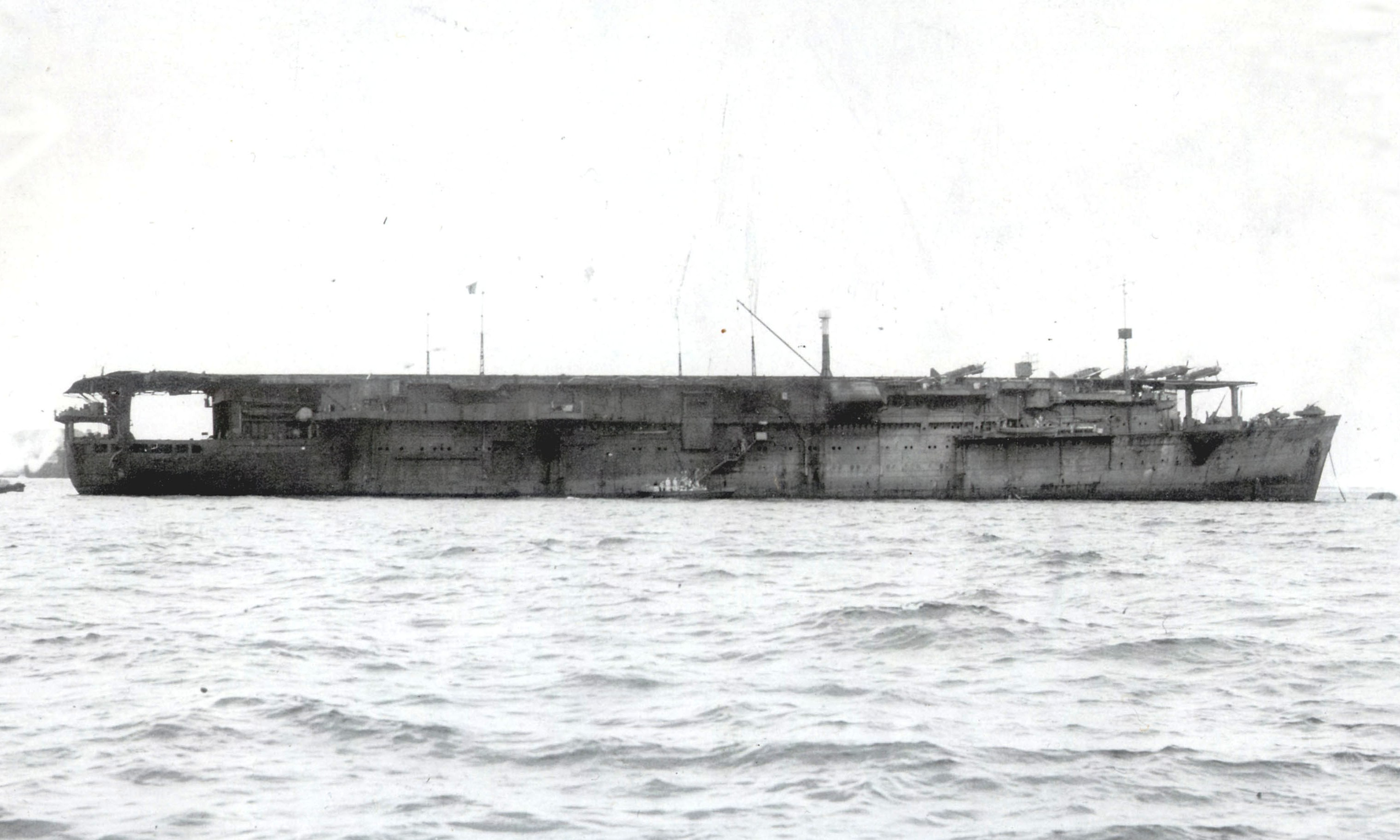
Taiyō
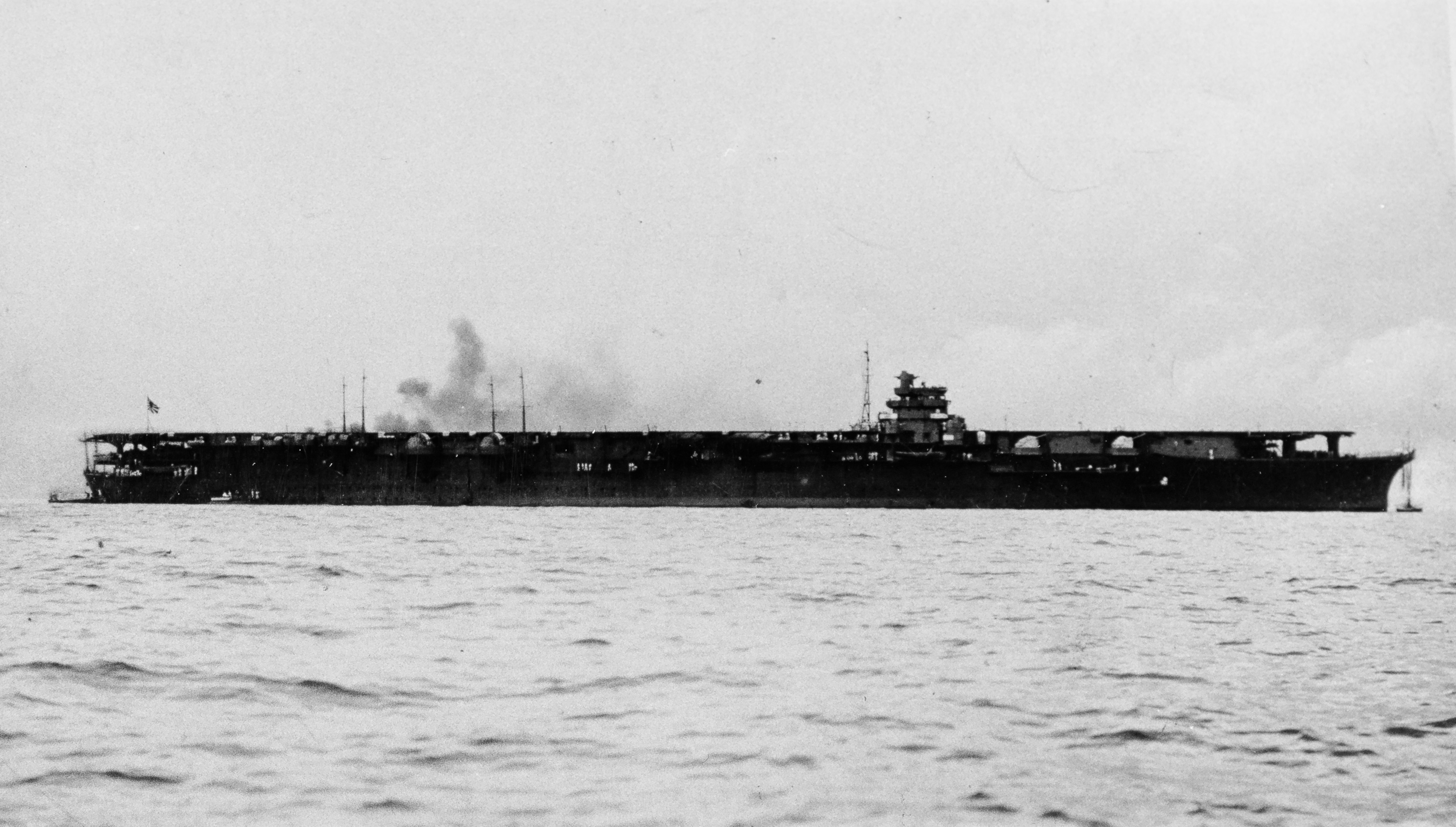
Shōkaku
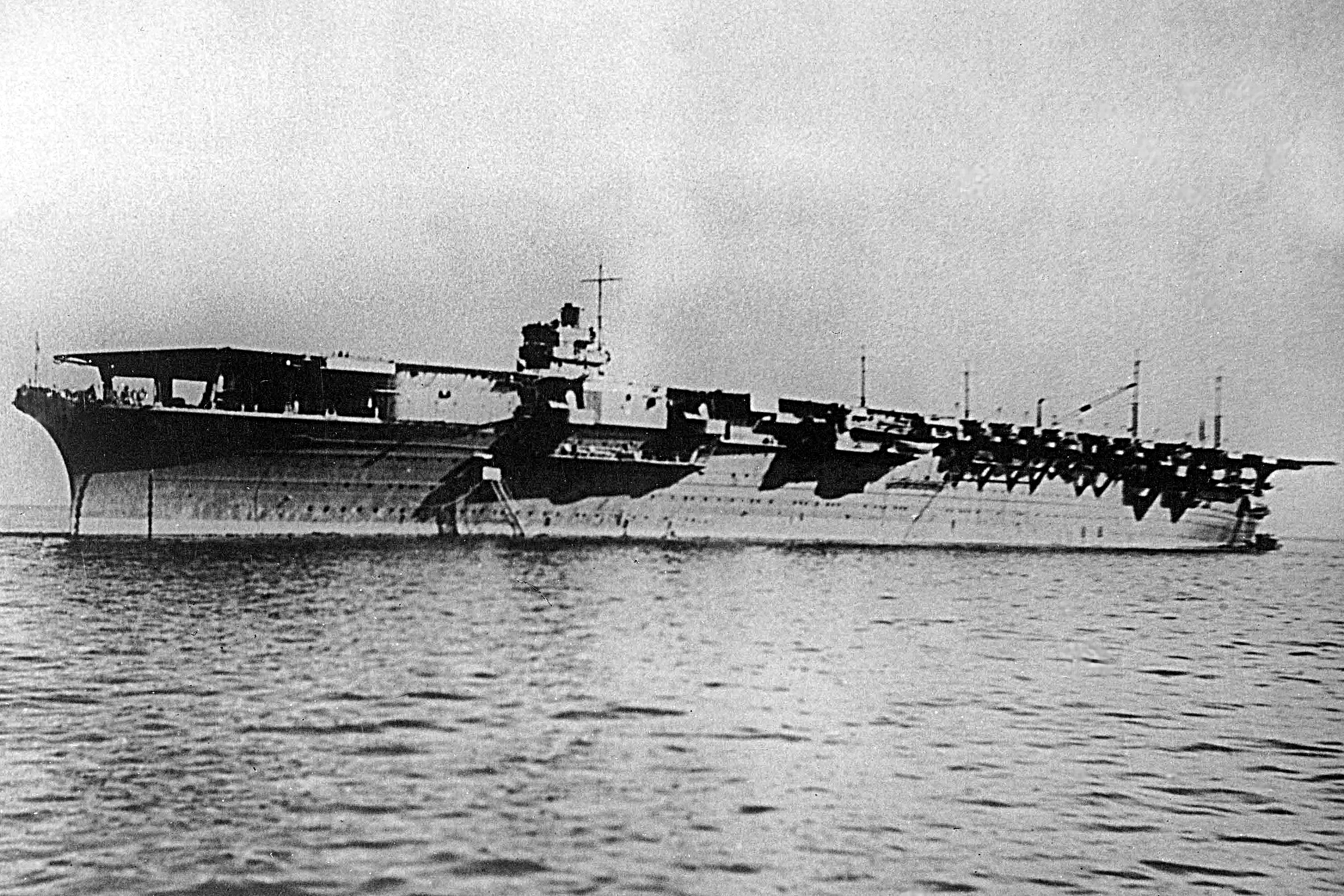
Zuikaku

Comandantes

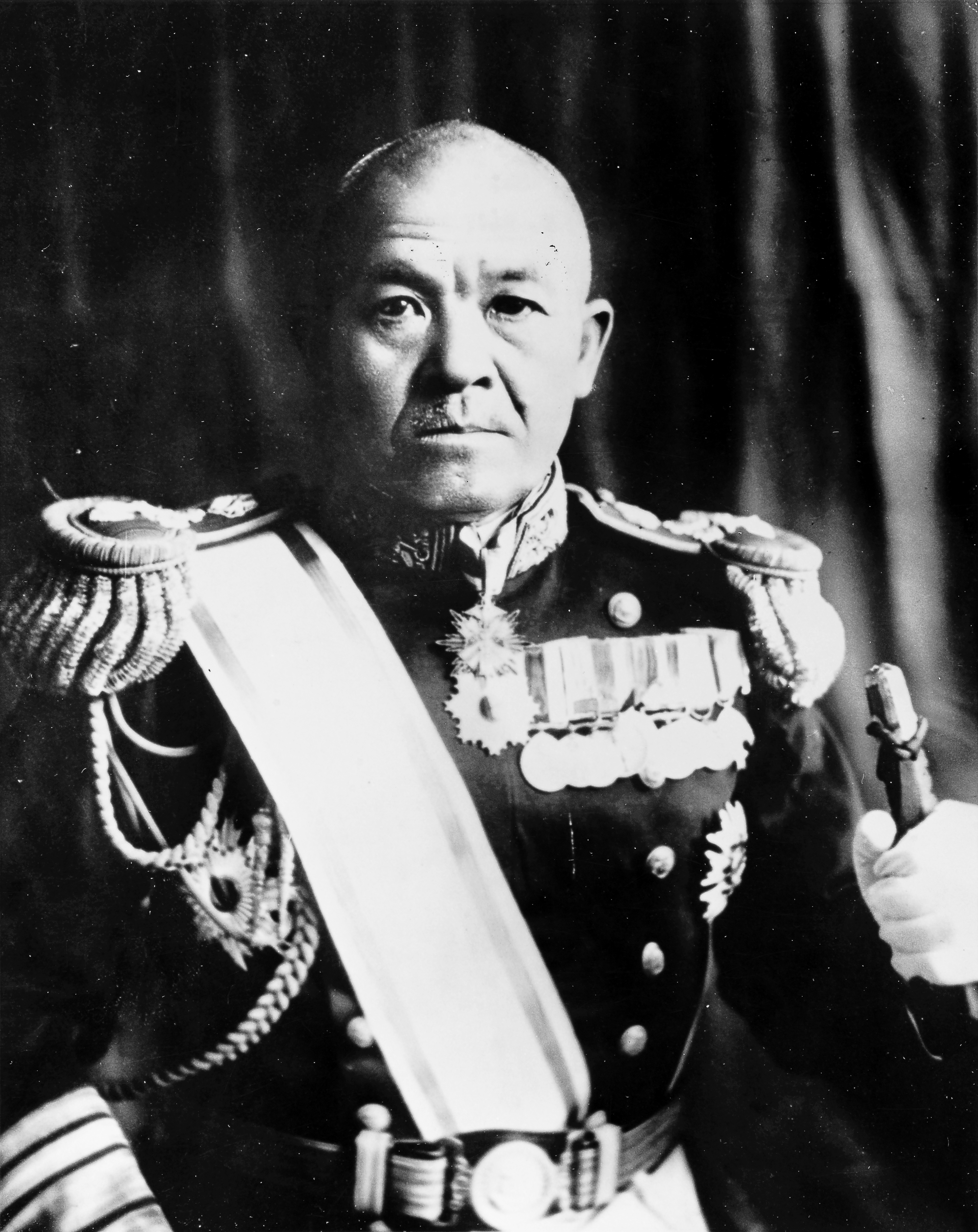
Chūichi Nagumo (Comandante en Jefe, 1.ª División de Portaaviones)
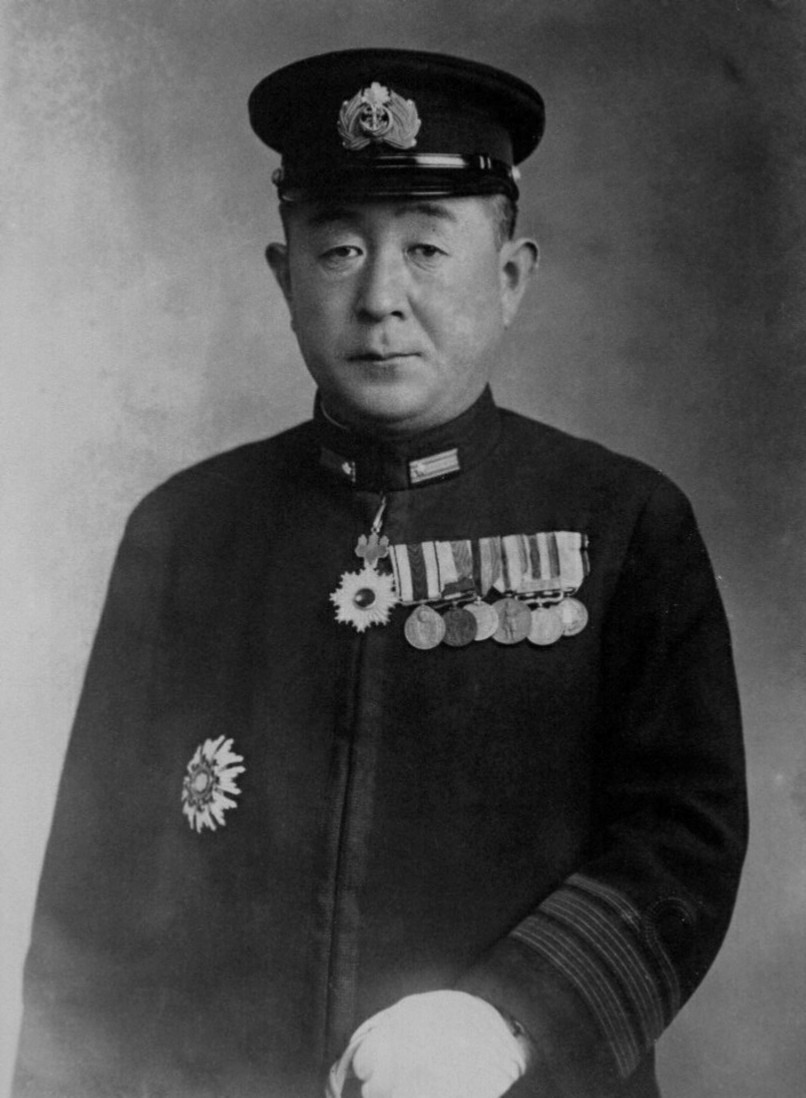
Tamon Yamaguchi (2.ª División de Portaaviones)
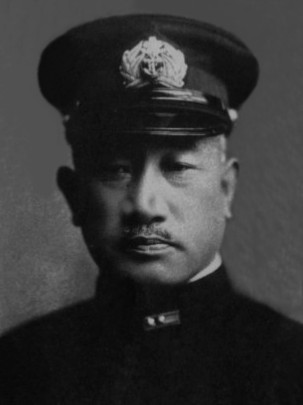
Kakuji Kakuta (4.ª División de Portaaviones)
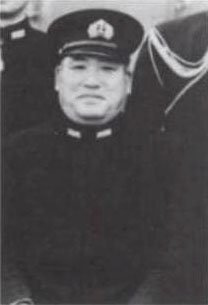
Chūichi Hara (5.ª División de Portaaviones)
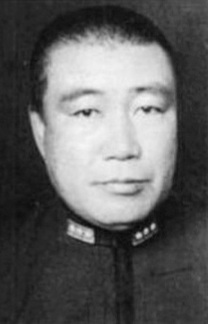
Ryūnosuke Kusaka (Jefe de Estado, 1.ª Flota Aérea)

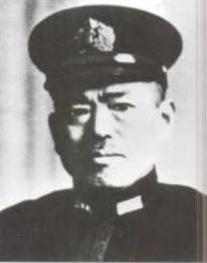
Sentarō Ōmori (1.er Escuadrón de Destructores)
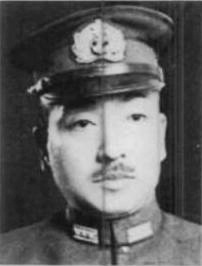
Shigeyoshi Miwa (3.er Escuadrón de Submarinos)
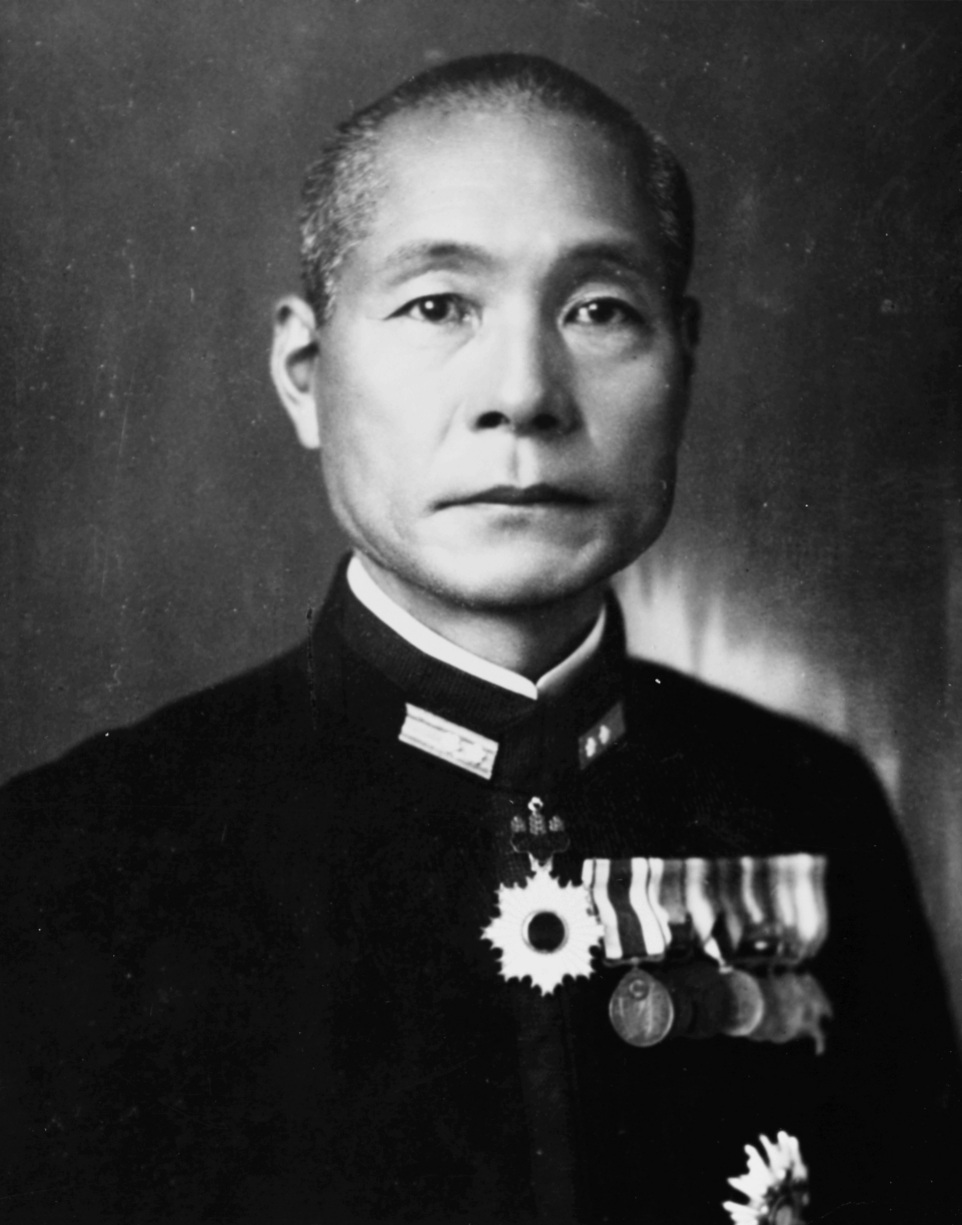
Gun'ichi Mikawa (3.ª División de Acorazados)
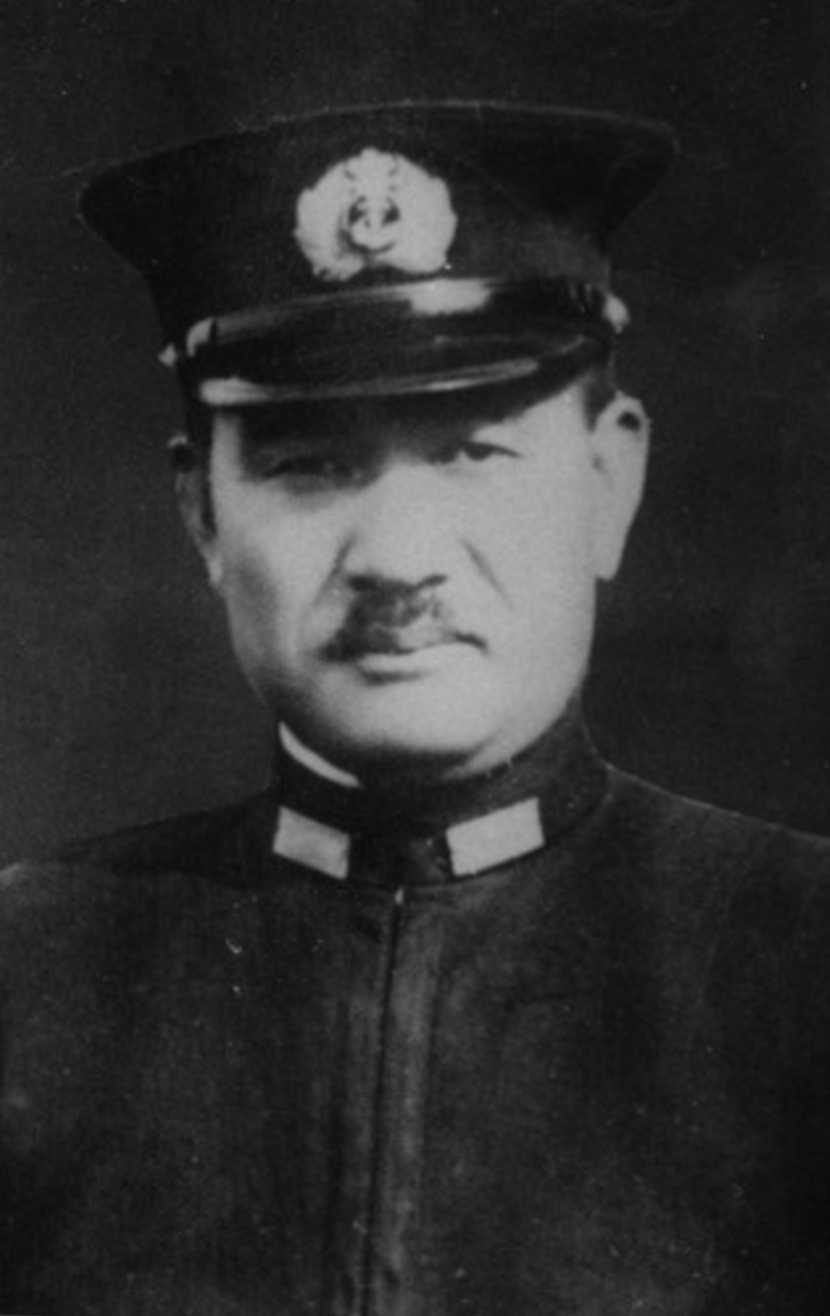
Tomeo Kaku (2.ª División de Portaaviones: Hiryū)
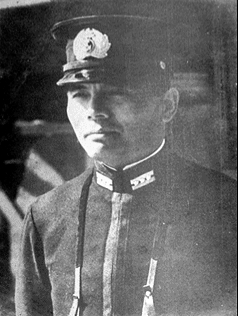
Ryūsaku Yanagimoto (2.ª División de Portaaviones: Sōryū)

Portaaviones
- Akagi
- Kaga
- Sōryū
- Hiryū
- Zuihō

- Hōshō
- Ryūjō
- Taiyō
- Shōkaku
- Zuikaku